# Josef Hügi
Josef Hügi   (Riehen, 23 de gener de 1930 - Basilea, 16 d'abril de 1995), també conegut com a Sepp Hügi, fou un futbolista suís dels anys 50.
Començà a jugar a futbol a la seva ciutat natal però no fou fins a final dels 40 que es començà a prendre seriosament aquest esport coincidint amb els seus estudis a la Universitat de Basilea. El seu primer club professional fou el FC Basel, disputant més de 300 partits i marcant 224 gols. El 1962 fitxà pel FC Zürich on només jugà 2 parits.
Després de retirar-se fou entrenador del FC Basel.
Disputà un total de 34 partits amb la selecció de Suïssa entre 1951 i 1960, marcant 22 gols. Marcà 6 gols al Mundial de 1954, segon màxim golejador del campionat, essent el màxim golejador del país en una fase final de la Copa del Món.